# Talsperre Caia
Die Talsperre Caia (portugiesisch Barragem do Caia) liegt in der Region Alentejo Portugals im Distrikt Portalegre. Sie staut den Caia, einen rechten (nördlichen) Nebenfluss des Guadiana, zu einem Stausee (port. Albufeira da Barragem do Caia) auf. Die Gemeinde Santa Eulália befindet sich ungefähr sechs Kilometer westlich der Talsperre, die Kleinstadt Campo Maior liegt etwa fünf Kilometer östlich.
Mit dem Projekt zur Errichtung der Talsperre wurde im Jahre 1958 begonnen. Der Bau wurde 1967 fertiggestellt. Die Talsperre dient neben der Bewässerung auch der Trinkwasserversorgung. Sie ist im Besitz der Associação de Beneficiários do Caia.

## Absperrbauwerk
Das Absperrbauwerk besteht aus einem Staudamm auf der linken sowie einer Pfeilerstaumauer aus Beton auf der rechten Seite. Die Höhe des Bauwerks beträgt 52 m über der Gründungssohle (45,2 m über dem Flussbett). Die Bauwerkskrone liegt auf einer Höhe von 235,2 m über dem Meeresspiegel. Die Länge der Bauwerkskrone beträgt 949 m (Staudamm 489 m, Staumauer 460 m) und ihre Breite 11 m. Das Volumen des Staudamms umfasst 171.700 m³, das Volumen der Staumauer 181.700 m³.
Die Staumauer verfügt sowohl über einen Grundablass als auch über eine Hochwasserentlastung. Über den Grundablass können maximal 59 m³/s abgeleitet werden, über die Hochwasserentlastung maximal 430 m³/s. Das Bemessungshochwasser liegt bei 1.080 m³/s; die Wahrscheinlichkeit für das Auftreten dieses Ereignisses wurde mit einmal in 42 Jahren bestimmt.

## Stausee
Beim normalen Stauziel von 233,5 m (maximal 233,9 m bei Hochwasser) erstreckt sich der Stausee über eine Fläche von rund 19,7 km² und fasst 203 Mio. m³ Wasser – davon können 192,3 Mio. m³ genutzt werden. Das minimale Stauziel liegt bei 212,22 m.